# اینوسنت نهم

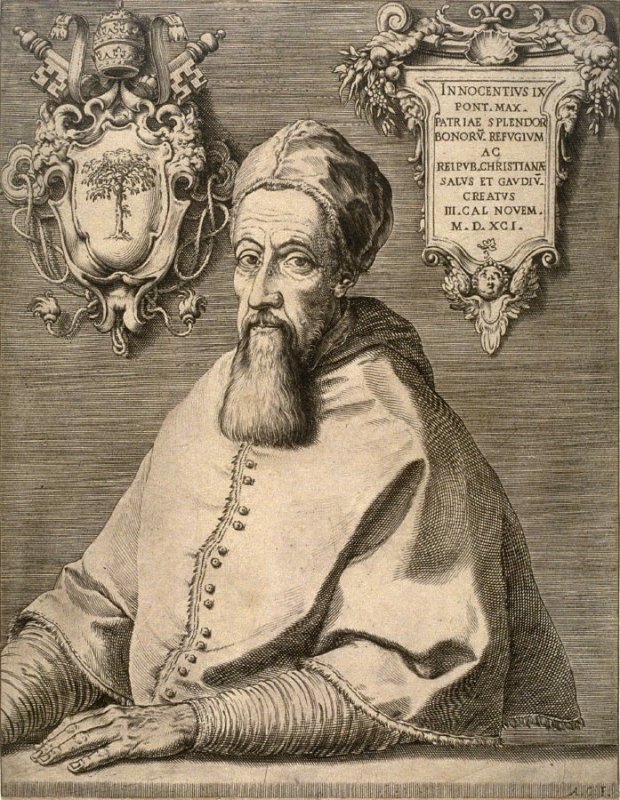
اینوسنت نهم

پاپ اینوسنت نهم (به انگلیسی: Innocent IX) یکی از پاپ‌های کلیسای کاتولیک رم بود که در ایتالیا به دنیا آمد و از ۲۹ اکتبر ۱۵۹۱ تا زمان مرگش در ۳۰ دسامبر همان سال، پاپ بود. قبل از رسیدن او به مقام پاپی کوتاهش، در زمان حکومت پاپ گرگوری چهاردهم او قاضی، دیپلمات و متولی ارشد بود.

## زندگی
او از خانواده فاسشینتی آمده از کرودو، در قلمرو اسقف‌نشین از نووارا واقع در شمال ایتالیا، در ۲۰ ژوئیه ۱۵۱۹ در بولونیا متولد شد. او یک وکیل، فارغ‌التحصیل شده از دانشگاه بولونیا در سال ۱۵۴۴ بود که در فقه نیز دارای شایستگی داشت و قبل از ورود به خدمت کاردینال الساندرو فارنیس یکی از بزرگان کلیسا، برادر دوک پارما و نوه پاپ پل سوم، دستیار کاردینال نیکولو آردینیلی بود. این کاردینال، که اسقف اعظم آوینیون بود، فاسشینتی را به عنوان نماینده مذهبی خود به آنجا فرستاد سپس او را به اداره امورش پارما، جایی که او به عنوان فرماندار این شهر، از سال ۱۵۵۶ تا سال ۱۵۵۸ خدمت کرد منصوب کرد. در سال ۱۵۶۰، فاسشینتی در منطقه کالابریا به عنوان اسقف نیکاسترو نام گرفت و در سال ۱۵۶۲ وارد شورای ترنت شد. در سال ۱۵۶۶ پاپ پیوس پنجم او را به عنوان سفیر به ونیز فرستاد تا موجب پیشبرد اتحاد اسپانیا و ونیز علیه ترکان عثمانی شود که در نهایت در سال ۱۵۷۱ منجر به شکست دریایی لپانتو عثمانی شد. در ادامه خدمت او به امپراتوری روم، در سال ۱۵۷۲ او به منصب اسقف اورشلیم رسید.

## دوران پاپی
حتی قبل از درگذشت پاپ گرگوری چهاردهم، جناح‌های اسپانیایی و ضد اسپانیایی پاپ بعدی را انتخابات کردند. تا آن زمان دخالت آمرانه فیلیپ دوم (۱۵۵۶–۱۵۹۸) پادشاه اسپانیا (از آنجایی که در آن زمان ایتالیا تحت سلطه اسپانیا بود) در انتخاب پاپ قبلی فراموش نشده بود. او همه کاردینال‌ها بجز هفت کاردینال را از شرکت در شورای انتخاب پاپ منع کرده بود. تا آن زمان کاردینال‌های اسپانیایی مجمع کاردینال‌ها کاری نکرده بود اما آن‌ها همچنان اکثریت رادر اختیار داشتند و پس از یک شور سریع آن‌ها فاسشینتی را به تخت پاپی با عنوان پاپ اینوسنت نهم نشاندند. با توجه به تأثیر اسپانیایی‌ها در انتخاب او، پاپ اینوسنت نهم در جنگ مذهبی فرانسه (۱۵۶۲–۱۵۹۸) بین فیلیپ دوم پادشاه اسپانیا و هنری چهارم پادشاه فرانسه (۱۵۸۹–۱۶۱۰) در طول دو ماه پاپی خود، جانب فیلیپ دوم و مجمع کاتولیک‌ها را گرفت و ارتش پاپ نیز با فرانسه وارد جنگ شد ولی مرگ به او مجال تحقق رویاهایش را نداد.
نوه برادر او جیووانی آنتونیو کاردینال فاسشینتی دو نوس، یکی از دو کاردینالز منصوب شده در دوران پاپ اینوسنت نهم بود. کاردینال دیگر نوه دیگر برادر او سزار فاسشینتی بود.